# Stema Dobrogei

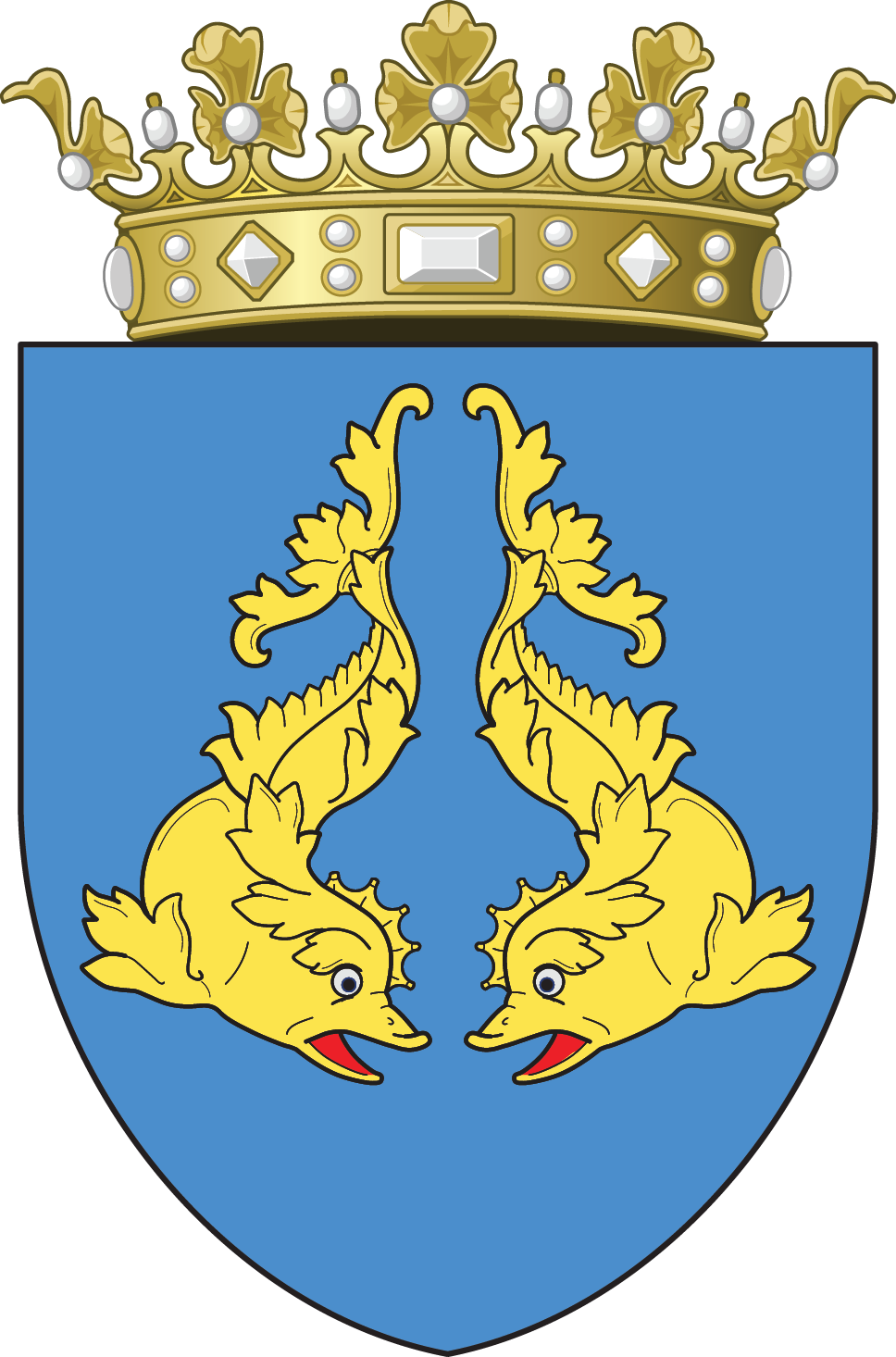
Stema Dobrogei

Stema Dobrogei a apărut relativ târziu, în secolul al XIX-lea.
În 1881 Dobrogea era reprezentată printr-un scut în care se afla un turn de cetate, crenelat. Erau astfel simbolizate vechile cetăți de apărare din zonă. În aceeași perioadă, congresul de la Berlin (1878) stabilea ca România să primească Dobrogea de la Rusia, în schimbul (re)cedării celor trei județe primite în 1856. Drept urmare, simbolul ținutului mării - doi delfini de aur, afrontați - a fost transferat noului teritoriu românesc, prin „Legea pentru organizarea Dobrogei” din 9 martie 1880. Această atribuire a fost păstrată până în zilele noastre, regăsindu-se și în stema actuală a României.